# Palazzo Capodilista
Palazzo Capodilista è un edificio storico di Padova.
L'edificio è una rara testimonianza dell'architettura a destinazione residenziale dell'età medievale, oltre ad essere uno dei più grandi palazzi di Padova. Fabbricato all'inizio del Duecento intorno alla già preesistente torre difensiva (XII secolo), conserva gran parte delle memorie storiche della antichissima famiglia Capodilista (dal 1785 Emo Capodilista), i cui discendenti hanno posseduto il palazzo sino ai primi anni del 2000.

## Descrizione
Il nucleo principale, il più antico palazzo-fortezza, è quello caratterizzato dalla merlatura e dalla torre, alta oltre 35 metri, che poggia su sei snelle arcate giganti "alla padovana" rette a loro volta da imponenti pilastri con base in pietra. Si riconoscono ancora, nel tessuto murario in cotto, le antiche aperture a bifora. Reliquia dell'età medievale è la bella cappella decorata tra il XIV e il XV secolo, con affreschi coevi, ciborio e ancona di gusto lombardesco. Gotica è la decorazione stellata delle volte del portico; più tardo e in stile di transizione è il portone d'ingresso.
La grande collezione artistica degli Emo Capodilista, già esposta nel palazzo, arricchisce parte delle esposizioni ai Musei Civici agli Eremitani.

## Storia
Ampliato nei secoli seguenti raggiungendo 13 fornici, fu nella seconda metà del Settecento che si approntò l'attuale conformazione: Giambattista Novello progettò l'apertura del salone centrale con le ampie finestre, lo scalone, la terrazza a settentrione e le finestre verso il giardino all'italiana retrostante. Si inaugurò poi una grande campagna di decorazione: tra gli stucchi e le modanature di gusto rococò, lavorarono i valenti Gaspare Diziani, Francesco Zugno e Costantino Cedini. Il Novello impostò una ariosa cupola tra lo scalone e il salone; in più, ingrandì l'ingresso carraio allargando ulteriormente il fornice centrale. Allo stesso architetto, Giordano Capodilista commissionò nel 1781 il Casino da giuoco dirimpetto la facciata al di là della pubblica strada, preceduto da un breve giardino, ottenendo un complesso di ampio respiro.

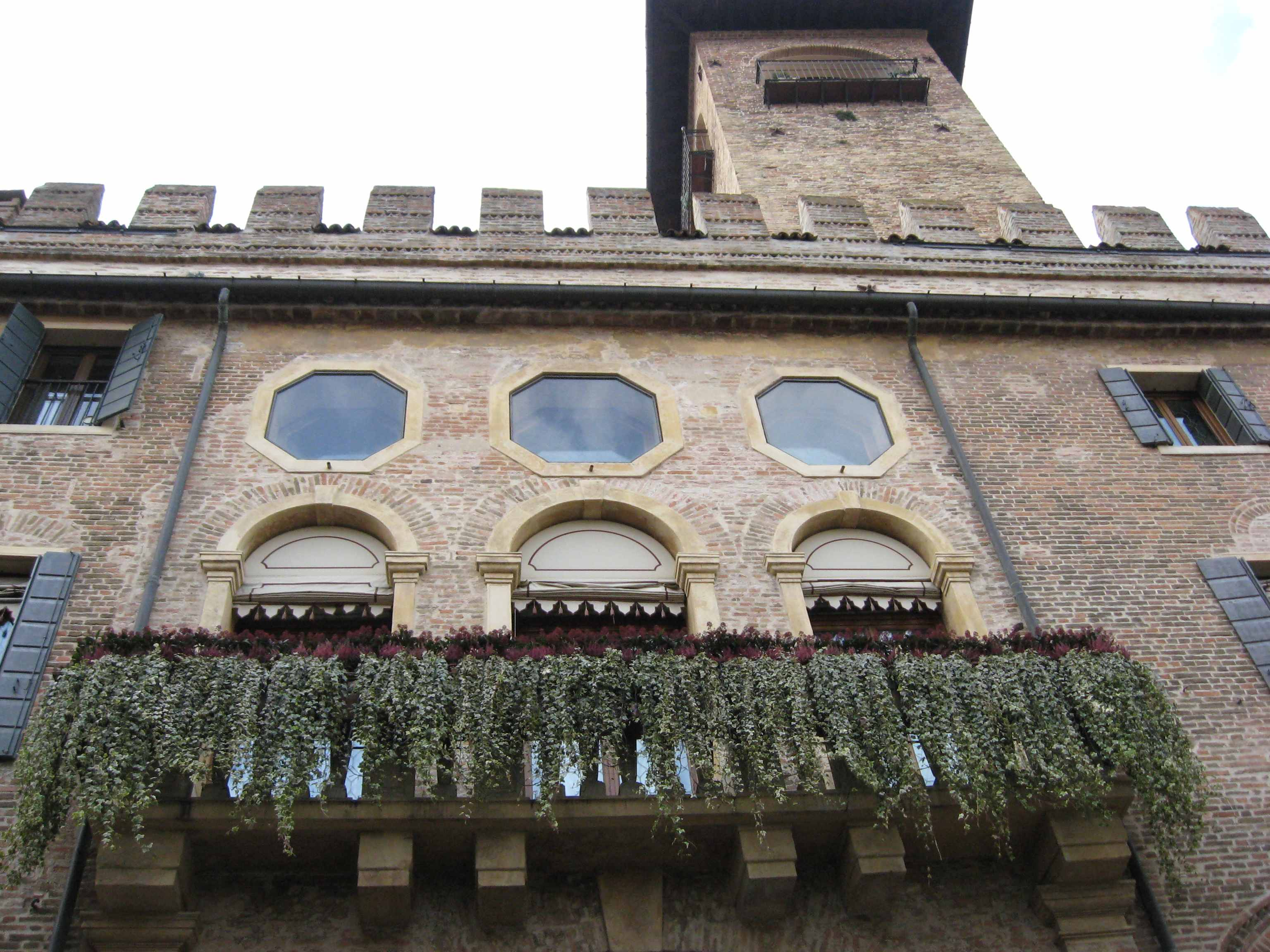
Le finestre del salone e la torre

Tra gli abitanti del palazzo, esponenti dell'illustre famiglia Capodilista, fu Annibale: oltre alla cultura e al fasto cortese di cui amò circondarsi, si ricorda per aver commissionato il grande cavallo ligneo per alcuni tornei che si svolsero in città nel 1466. Composto sul modello del destriero montato dal Gattamelata, fu conservato nel palazzo per secoli. Per questo motivo la famiglia fu chiamata Capodilista del Cavallo. Il grande destriero ligneo venne prestato alla città e posto in mostra nel Salone del Palazzo della Ragione, dove ancora si trova. 
Nel giardino del palazzo sopravvive l'antichissimo corniolo nato dal bastone del Beato Giordano Forzatè, antico religioso componente della famiglia. La pianta, con i suoi 800 e più anni, venne trasportata nel giardino dal chiostro della chiesa di San Benedetto Vecchio, dove era stata originariamente piantata. Anticamente era considerata tanto portentosa che i suoi frutti erano dispensati ai febbricitanti, e quando doveva morire una delle monache o un componente della casa Capodilista (discendenti dal beato fondatore) un ramo di questa si seccava.